# 王世锐
王世锐（1915年—1988年），男，福建福州人，中华人民共和国公路工程专家，曾任福建省政协副主席，第三、四、五、六、七届全国人大代表。